# Dálnice M9 (Maďarsko)
Dálnice M9 je plánovaná rychlostní silnice v Maďarsku. Jeden její hotový úsek spojuje město Szekszárd s obcí Dusnok a zahrnuje i most přes Dunaj, komunikace má však pouze jeden jízdní profil. Zprovozněný úsek je dlouhý 20,6 km a zahrnuje mimoúrovňovou křižovatku s dálnicí M6. 

## Trasa
Projekt kapacitní pozemní komunikace v jižní části Maďarska není prozatím zcela jasně definován. V průběhu času vzniklo několik variantních návrhů propojení západu a východu státu.
- spojení měst Nagycenk (napojení na M85) a Segedín (M5)[1] přes města Szombathely, Vasvár, Zalaegerszeg, Nagykanizsa, Kaposvár, Dombóvár. Okolo města Kaposvár byl vystavěn přibližně 17,4 km dlouhý obchvat, který by byl součástí M9, prozatím je značen jako silnice č. 61. Po jejím dokončení by se jednalo o nejdelší (přibližně 300 km) a jednu z nejvýznamnějších dálnic v Maďarsku.
- alternativa spojení - potenciální dálnice M90 - s využitím části existující dálnice M60. Jeden segment M90 by začínal na křižovatce s M7 a M76 a po cca 90 km by u Szigetváru byl vyústěn na M60. Druhý segment M90 dlouhý 130 km by byl spojnicí křižovatek M6/M60 a M5/M43.

## Galerie

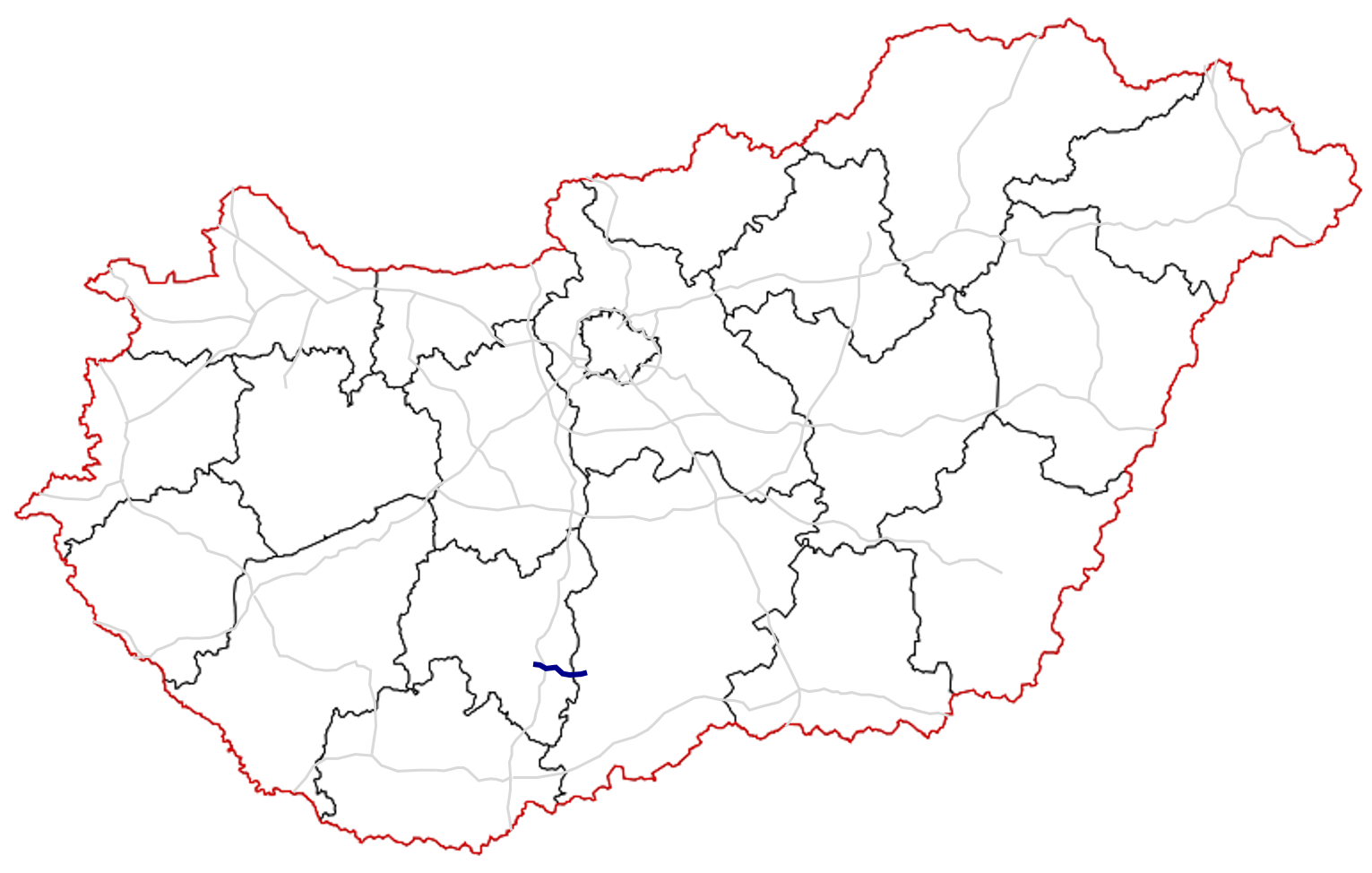
modrou barvou zprovozněný úsek M9
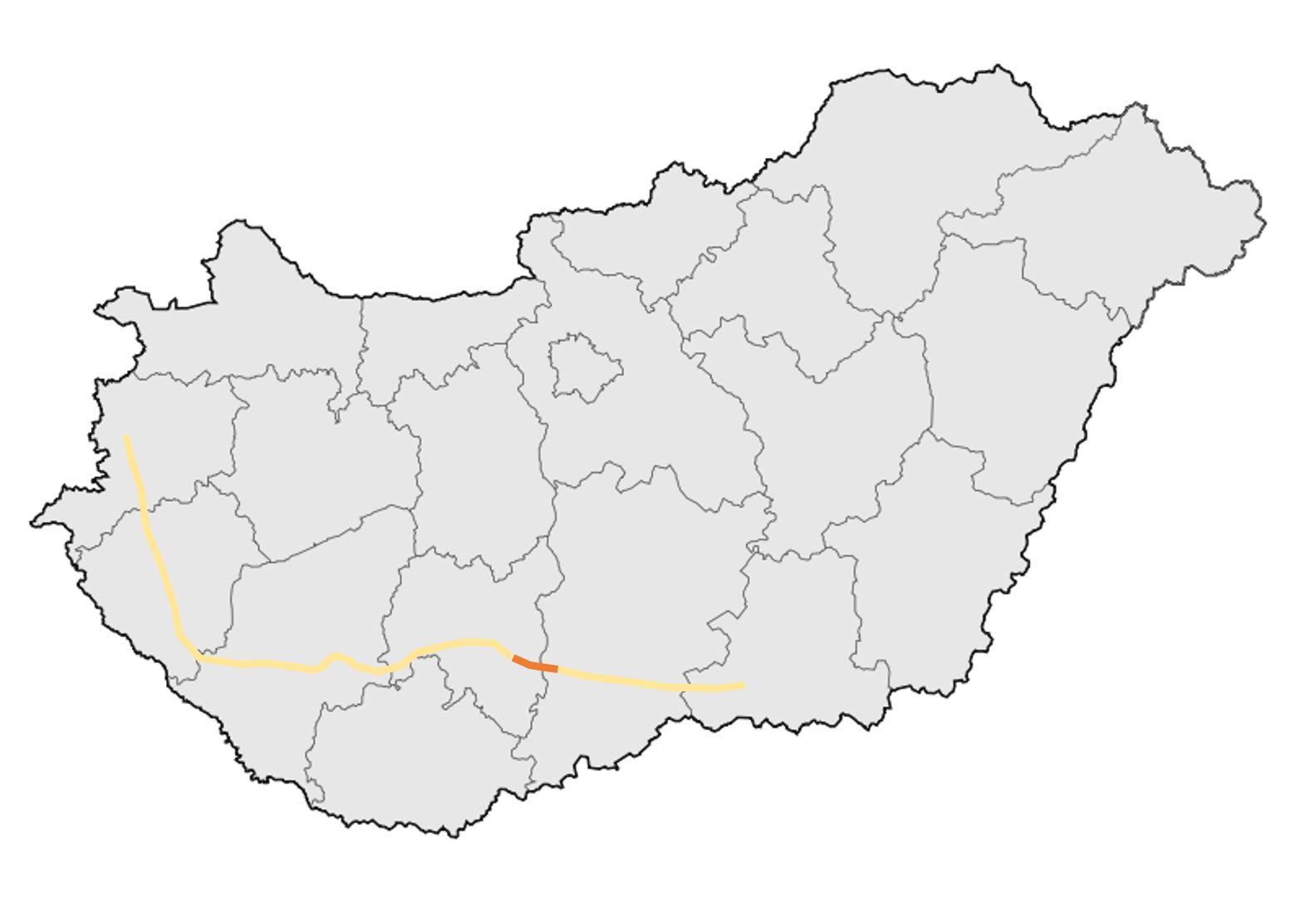
M9 v maximální variantě
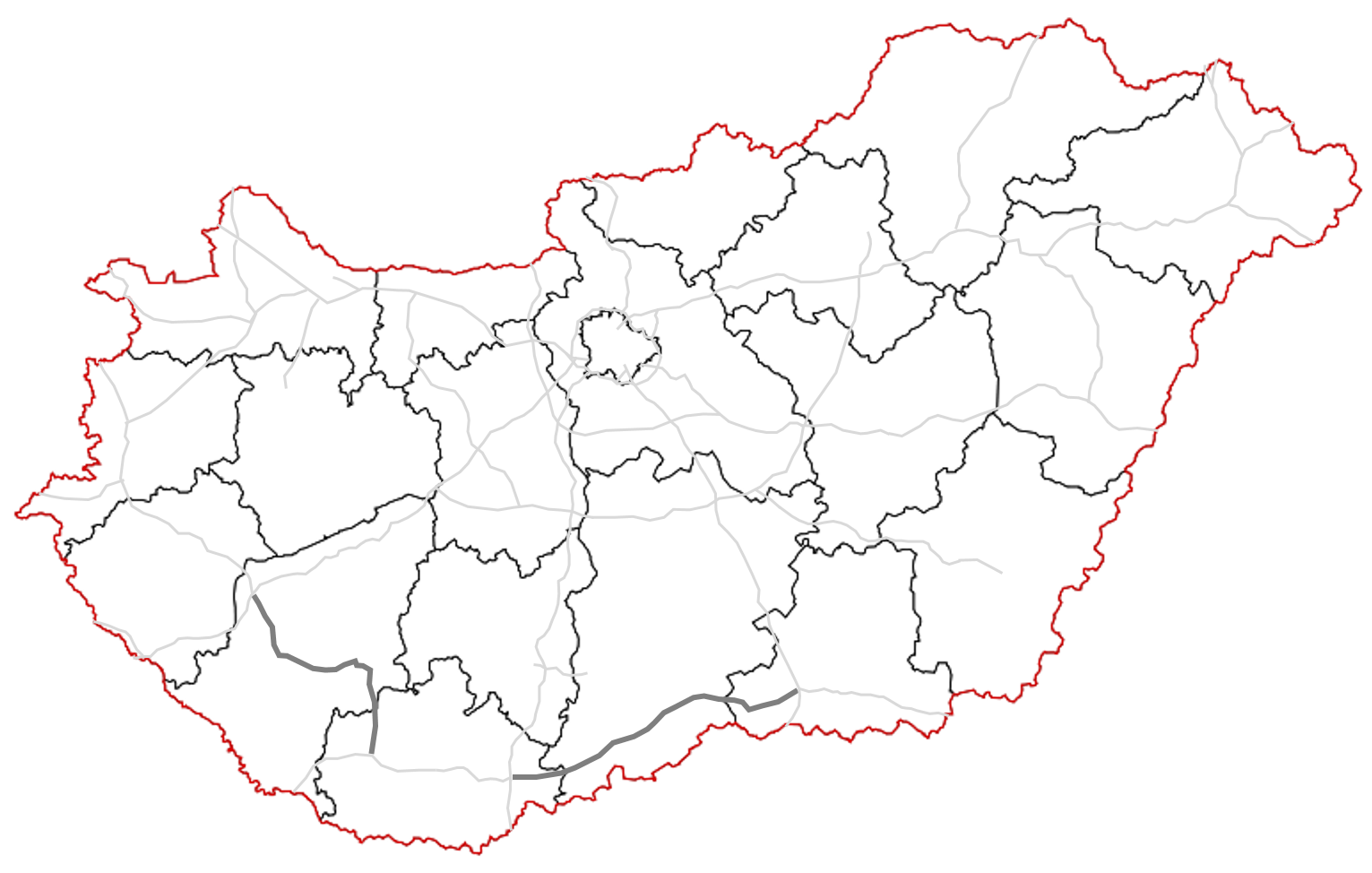
tmavě šedou barvou, tlustou čáraou zvýrazněná M90
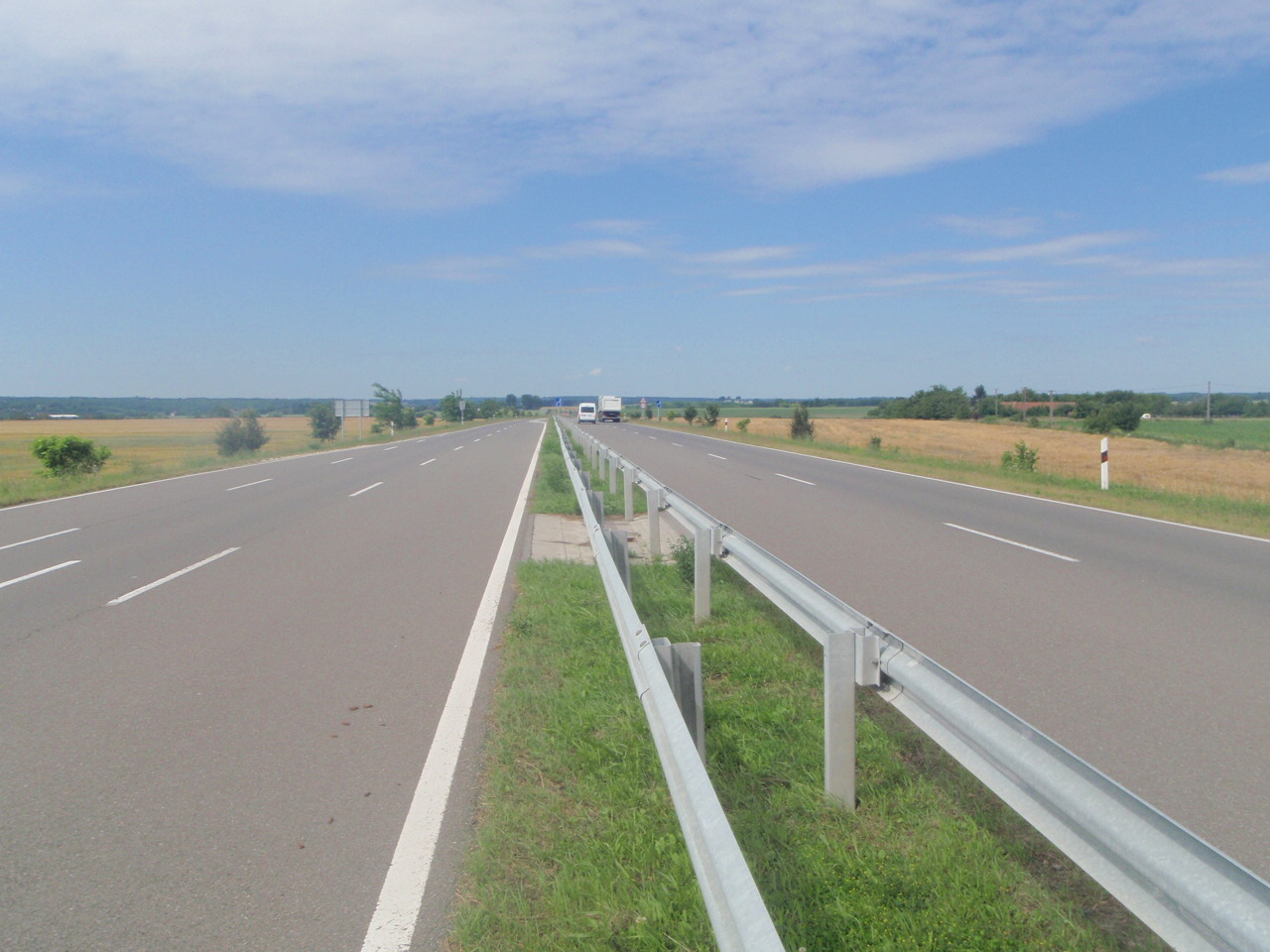
úsek u Kaposváru
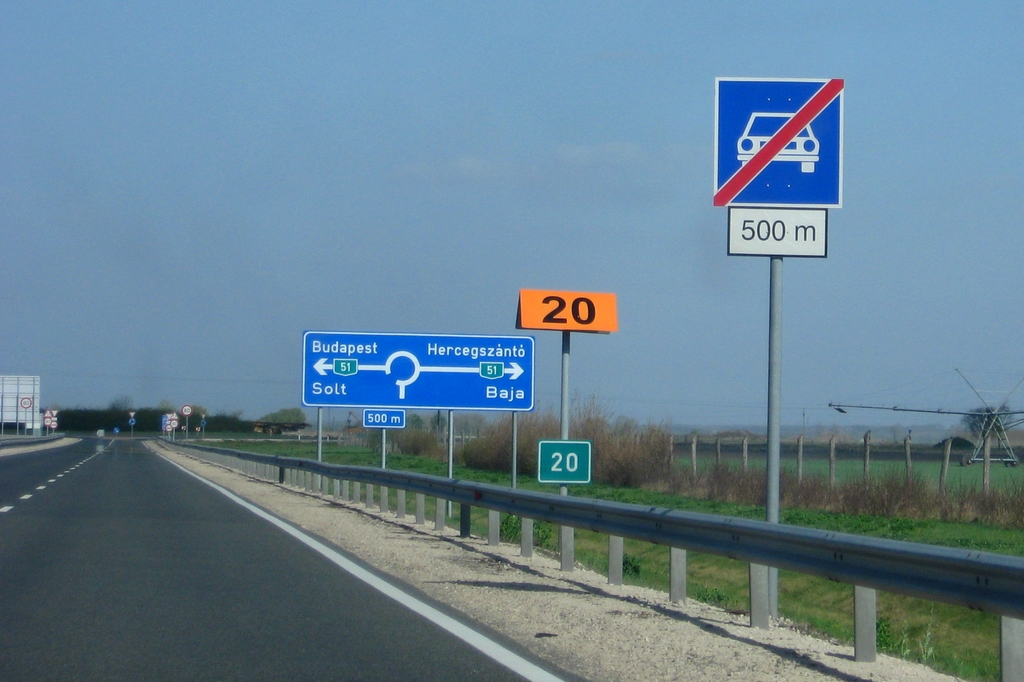
kruhový objezd ukončující úsek Szekszárd-Dusnok